# 칠산초등학교 (충남)
칠산초등학교는 대한민국 충청남도 부여군 임천면 부흥로 248 (칠산리)에 있었던 공립 초등학교이다.

## 연혁
- 1954년 4월 1일 가림국민학교 칠산분교장 인가
- 1958년 5월 21일 칠산국민학교로 개교
- 1987년 2월 2일 병설유치원 설립인가
- 1996년 3월 1일 칠산초등학교로 개명
- 2008년 3월 1일 폐교